# Felipe Masa
Felipe Masa (port. Felipe Massa; 25. april 1981) brazilski je automobilista i vozač Formule E i bivši vozač Formule 1. Karijeru je počeo u kartingu, sa osam godina, gde je ostao narednih sedam godina, vozeći nacionalna i regionalna prvenstva. Prešao je u Formulu Ševrolet, gde je osvojio šampionat. Godine 2000, prešao je u Reno, sa kojim je osvojio titulu i Evropsko prvenstvo. Godine 2001 prešao je u Formulu 3000, gde je osvojio šampionat.
Karijeru u Formuli 1 počeo je 2002. godine, u Zauberu, nakon čega je prešao u Ferari, gde je u sezoni 2003 bio test vozač. U sezoni 2004 vratio se u Zauber, za koji je vozio i u sezoni 2005, nakon čega je prešao u Ferari, sa kojim je već u prvoj sezoni, 2006, pobedio na dve trke, uključujući i njegovu domaću trku — Veliku nagradu Brazila, postavši tako prvi Brazilac nakon Airtona Sene koji je pobedio na trci u Brazilu. U sezoni 2007 pobedio je na tri trke i završio je na četvrtom mestu u šampionatu. U sezoni 2008 ostvario je šest pobeda i završio je na drugom mestu u šampionatu, nakon velike borbe sa Luisom Hamiltonom, koji je titulu osvojio za bod. U sezoni 2009, povređen je na desetoj trci, nakon što je odleteo deo sa bolida Rubensa Barikela, zbog čega je morao da propusti ostatak sezone. Masa je doprineo da Ferari osvoji titulu u konkurenciji konstruktora 2007 i 2008 i potpisao je ugovor sa timom do kraja sezone 2013. Na dan 10. septembra 2013. godine, objavio je da napušta Ferari na kraju sezone. Prešao je u Vilijams, u kojem je zamenio Pastora Maldonada, dok mu je suvozač u sezoni 2014 bio Valteri Botas.
Objavio je da će se povući iz formule 1 na kraju sezone 2016, ali nakon što je Niko Rozberg, koji je osvojio šampionat 2016, odlučio da se povuče na kraju sezone, Botas je prešao u Mercedes, zbog čega je Masa odlučio da ostane još jednu sezonu, gde mu je suvozač u sezoni 2017 bio Lens Strol. Na dan 4. novembra 2017. godine, objavio je da se povlači iz formule 1 na kraju sezone. U maju 2018. godine, objavljeno je da se vraća trkanju, u Formuli E, gde vozi za tim Venturi u sezoni 2018/19.

## Rana karijera
Počeo je u karting serijama sa 8 godina u Sao paolu gde se takmičiou raznim kategorijama od 1990 do 1997. 1998. prešao je u formulu ševrolet, gde je završio brazilski šampionat kao peti. Sledeće sezone dobija tri od deset trka i uzima titulu. 2000. dolazi u Italiju gde se takmiči u formuli reno, i već u prvoj sezoni uzima titulu i italijanskog i evropskog formula reno šampionata. 2001. prelazi u formulu 3000, gde ubedljivo dobija sa šest pobeda od osam trka. 
Na trci u Mugelou, u Italiju zapanjio je sve boljim rezultatom od tadašnjeg šampiona Mihaela Šumahera. 2002. potpisuje za Zauber.

## Zauber (2002, 2004-2005)
Svoju karijeru u Formuli 1 Felipe Masa je započeo vozeći za Zauber u sezoni 2002. Ipak, Brazilac se nije najbolje snašao - sezonu su obeležili brojni incidenti na stazi, a nakon VN Italije 2002. i sudara sa Pedrom de la Rosom, FIA ga je suspendovala za sledeću trku, VN SAD. Od timskog kolege, Nika Hajdefelda, bio je samo tri puta brži u kvalifikacijama tokom cele sezone, i osvojio četiri boda naspram Hajdfeldovih sedam, pa je izgubio mesto trkačkog vozača za sezonu 2003. Ovu sezonu Masa je proveo kao test vozač Ferarija, sa kojim je imao bliske veze - njegov menadžer, Nikolas Tod, je sin dugogodišnjeg Ferarijevog šefa tima Žana Toda. Ferari je uspeo da za 2004. Masi ponovo obezbedi mesto vozača u Zauberu, timu koji je Ferari godinama snabdevao motorima. Iako poražen od tada izuzetno cenjenog Italijana i timskog kolege Đankarla Fizikele (12 bodova naspram 22 boda Fizikele), Masa se pokazao daleko bolje nego 2002, posebno u drugom delu sezone, kada je ostvario najbolji rezultat za tim te sezone, 4. mesto na VN Belgije, a naročito je impresionirao u kvalifikacijama za VN Kine i VN Brazila, sa dva četvrta mesta, takođe najboljim rezultatima za tim u sezoni. Masa je ostao u Zauberu i tokom sezone 2005, a novi timski kolega mu je bio svetski šampion iz 1997, Žak Vilnev. Iako broj bodova to ne govori (Masa je osvojio 11, a Vilnev 9 bodova), Masa je u potpunosti nadmašio Vilneva, od koga je bio 13 puta brži u kvalifikacijama i samo 6 puta sporiji, pa je Brazilac uspeo da obezbedi sebi mesto u Ferariju, jer je njegov sunarodnik i prijatelj Rubens Baričelo odlučio da posle šest godina napusti italijanski tim i pređe u Hondu.

## Ferari (2006-2013)
2006. je za Masu bila tranziciona sezona - našao se u najuspešnijem timu svih vremena, a za timskog kolegu imao najuspešnijeg vozača svih vremena, Nemca Mihaela Šumahera, pa se od njega nije očekivalo više od toga da bude pomoć u podrška Šumaheru u pohodu na osmu titulu, jer se uveliko pričalo da će se tada 37-godišnji Šumaher penzionisati iz sporta na kraju sezone. Nakon odličnih kvalifikacija na prvoj trci sezone u Bahreinu i osvojenog drugog mesta, Masa je napravio grešku već u trećem krugu, dok se nalazio na trećem mestu, kada se okrenuo na stazi, zbog čega je neplanirano morao u boks i trku završio tek na devetom mestu. U Maleziji, Masa je nadmašio Mihaela Šumahera, završivši trku na petom mestu, jednom ispred Nemca, uprkos tome što je startovao tek sa 16. mesta. Nakon loše trke u Australiji, kada je odustao već u prvom krugu trke nakon incidenta sa Nikom Rozbergom, Masa je na sledeće tri trke počeo da beleži solidne rezultate - četvrta mesta u San Marinu i Španiji, a na VN Evrope došao je do prvog podijuma u karijeri, trećeg mesta. Od 10. trke u sezoni, VN SAD, Masa počinje da pokazuje svoju brzinu - tri uzastopna podijuma, od kojih su dva bila drugo mesto. Prvu pol poziciju i pobedu u karijeri Masa je ostvario na VN Turske, a do kraja sezone osvojio je još jednu pol poziciju u Japanu, a onda na poslednjoj trci sezone, VN Brazila, na apsolutno oduševljenje domaće publike, pobedio sa pol pozicije, čime je postao prvi Brazilac od 1993. koji je pobedio na ovoj trci. Masa je na kraju osvojio treće mesto u šampionatu vozača, nadmašivši drugog vozača Renoa (te sezone najvećeg rivala Ferarija), Đankarla Fizikelu za 7 bodova, sa ukupno dve pobede, tri pol pozicije i sedam podijuma. S obzirom na to da se Šumaher zaista povukao na kraju 2006, Masa, koji je tada još uvek imao samo 25 godina, je zadržao mesto u timu i za sezonu 2007, a novi timski kolega mu je bio od 2007. najplaćeniji vozač u sportu, Finac Kimi Raikonen, koji je prešao iz Meklaren u Ferari.
U sezoni 2007. se od Mase još jednom očekivalo da bude drugi vozač tima - bio je četiri puta manje plaćen od Raikonena, a start sezone nije bio dobar. U Australiji ga je problem sa menjačem koštao skupo - morao je da startuje sa 15. mesta na stazi na kojoj je preticanje izuzetno teško. Međutim, Masa je u trci pokazao brzinu Ferarija i probio se do šestog mesta, a Kimi Raikonen je pobedio na svoj debitantskoj trci za italijanski tim. U Maleziji, Masa je osvojio četvrtu pol poziciju u karijeri, ali je odvezao jednu od lošijih trka u karijeri - već na samom startu je izgubio prvo mesto od vozača Meklarena Fernanda Alonsa i Luisa Hamiltona, da bi tokom sledećih šest krugova neuspešno pokušavao da pretekne rukija Hamiltona, napravivši veliku grešku u šestom krugu trke - nakon neuspešnog pokušaja preticanja Hamiltona, Masa je na kratko izleteo sa staze, što ga je koštalo gubitka dve pozicije - pretekli su ga i timski kolega Raikonen, ali i Nik Hajdfeld iz BMV-a, nakon čega se Masa do kraja trke vozio iza Hajdfelda, osvojivši samo peto mesto. Ipak, sve se i za Masu i za tim promenilo od VN Bahreina, treće trke u sezoni. Masa je pobedio sa pol pozicije, dok je Raikonen završio na trećem mestu, a isti rezultat, pobeda sa pol pozicije, Masa je ponovio i na VN Španije, dok je Raikonen odustao u trenutku dok se nalazio na trećem mestu. U Monaku, Masa je još jednom nadmašio Finca, koji je napravio krupnu grešku u kvalifikacijama, udarivši u metalnu ogradu, zbog čega je startovao sa 16. mesta. Masa je završio trku na trećem mestu, iza Alonsa i Hamiltona, ali je posle pet trka imao deset bodova više od Raikonena. Promenljivi rezultati i pehovi obeležili su sledećih šest trka za Masu, ali i za Raikonena. Masa je u Britaniji morao zbog problema sa kvačilom startuje iz boksa umesto sa četvrtog mesta, a u Mađarskoj je zbog greške tima ostao bez goriva u drugom delu kvalifikacija, pa je startovao tek sa 14. mesta i ostao bez bodova u trci. Druga mesta u Francuskoj i na VN Evrope bili su najbolji rezultati Mase tokom ovih šest trka, a na VN Turske Masa je došao do treće pobede u sezoni, ponovo sa pol pozicije. Pet trka pre kraja sezone, Masa je imao jedan bod više od Raikonena, koga je potpuno nadmašio u kvalifikacijama za VN Italije, ali je u trci morao da odustane u 10. krugu zbog problema sa oslanjanjem, pa je tako Raikonen sa šest osvojenih bodova izgledao kao jedini koji može da ugrozi Meklarenove vozače, Hamiltona i Alonsa, tako da je do kraja sezone Ferari odlučio da podrži Raikonena, dok mu je Masa pomogao da na kraju posle dramatične dve poslednje trke zaista i osvoji svoju prvu šampionsku titulu, naročito na poslednjoj trci u Brazilu, kada je osvojio pol poziciju, a potom završio trku iza Raikonena, ali i ispred Alonsa, koji je završio iza dvojice vozača Ferarija, pomogavši Raikonenu da osvoji titulu sa samo jednim bodom više i od Alonsa i od Hamiltona.
U 2008. Ferari je još jednom ušao kao favorit za osvajanje titule. Međutim, na VN Australije, pol poziciju je osvojio Luis Hamilton iz Meklarena, dok su Masa i Raikonen bili tek 4, odnosno 15. Oba vozača Ferarija su morali da odustanu u trci zbog kvarova na motoru. Masa je osvojio pol poziciju na VN Malezije. Vođstvo je zadržao do prve runde odlaska u boksa, kada je ispred njega izašao Kimi Raikonen. Izgledalo je da je Ferari ubedljivo najbrži, međutim, u 30. krugu, Masa, dok je bio na drugom mestu, pravi grešku, usled koje izleće sa staze, ostaje zaglavljen u šljunku i završava trku, što je značilo da posle dve trke nije osvojio nijedan bod. Nakon ove trke, pojavile su se spekulacije da je Masa pod velikim pritiskom i da je njegovo mesto u Ferariju u opasnosti ako ne zabeleži dobar rezultat u Bahreinu, što je predsednik Ferarija Luka di Montecemolo demantovao. Masa je upravo u Bahreinu preokrenuo svoju sezonu - pobedio je na stazi Sakhir ispred Kimija Raikonena, a zatim bio drugi u Španiji (pobedio je Raikonen) a onda došao i do druge pobede u sezoni na VN Turske. Posle pet trka, Masa je delio drugo mesto u šampionatu sa Luisom Hamiltonom, dok je prvi bio Raikonen sa 35 bodova, 7 više od Mase i Hamiltona. Međutim, počevši od VN Monaka, Raikonenova forma je doživela drastičan pad, a Meklaren je u tom delu sezone postao brži od Ferarija, pa je uprkos katastrofalnoj VN Britanije, koja se vozila po kiši i na kojoj se Masa izvrteo u trci čak pet puta, a Masa počeo da ističe kandidaturu za titulu, uz Hamiltona u Meklarenu, koji je pobedio na trkama u Monaku, u Britaniji i u Nemačkoj (Masa je pobedio na VN Francuske i osvojio još dva podijuma). Izvanredna trka za Masu u Mađarskoj nije nagrađena pobedom - iako je pretekao u prvoj krivini oba vozača Meklaren i kontrolisao trku tokom 67 krugova, Masin motor otkazao je u 68. krugu, manje od tri kruga pre kraja, što ga je koštalo deset bodova. Potom su usledile dve uzastopne pobede - sa pol pozicije u Valensiji, i u Belgiji (inicijalno, u Belgiji je pobedio Hamilton, ali je nakon trke kažnjen zbog nelegalnog preticanja Kimija Raikonena dodavanjem 25 sekundi na vreme za koje je odvezao trku, pa je pobednik postao Masa, a Hamilton završio na trećem mestu). Nakon loše trke i šestog mesta na kišnoj VN Italije, još jednu pol poziciju Masa je osvojio i na VN Singapura, međutim, haos koji je nastao udesom Nelsona Pikea koštao je Masu sigurne pobede - tokom pit stopa, pokvario se Ferarijev "semafor" koji pokazuje vozaču kada je pit stop završen, i pokazao zeleno svetlo u trenutku dok je crevo za gorivo još uvek bilo prikačeno za bolid. Masa je ugledavši zeleno svetlo dodao gas i iščupao crevo iz ležišta, koje je ostalo zakačeno za njegov bolid. Masa je morao da se zaustavi na izlasku iz boksa, i čekao dolazak Ferarijevih mehaničara da izvuku crevo, što ga je koštalo mnogo vremena, a nakon što je crevo izvučeno, Masa i Ferari su kažnjeni zbog nebezbednog puštanja iz boksa. Posle određene kazne, Masa se našao čitav krug iza lidera trke, i završio tek na 13. mestu, čime je bez njegove krivice još jednom izgubljeno deset sigurnih bodova. Posle VN Singapura, Hamilton je imao 84 boda, Masa 77, dok je Raikonen bio daleko iza, sa 57 osvojenih bodova, a do kraja sezone je ostalo samo tri trke. Na VN Japana, Hamilton je izazvao udes na samom startu, što je upropastilo i njegovu i Masinu trku - na kraju, Masa je ipak završio na sedmom mestu, a Hamilton na 13. mestu, čime je smanjio prednost na pet bodova. U Kini, Hamilton je dominantno pobedio sa pol pozicije, dok je Masa završio na drugom mestu, što je značilo da pred poslednju trku u Brazilu, Hamilton ima čak 7 bodova više od Mase, i da mu je za osvajanje titule dovoljno da osvoji peto mesto, čak i ako Masa pobedi. Upravo to se i dogodilo - nakon spektakularne trke u Brazilu, voženoj po promenljivim vremenskim uslovima, gde je kiša nekoliko puta padala u toku trke, Masa je odvezao verovatno najbolju trku u dotadašnjem delu karijere i pobedio. Kada je prošao kroz cilj, Masa je počeo da slavi, jer je mislio da je osvojio titulu - Hamilton, koji je bio daleko iza, nalazio se na šestom mestu. Međutim, dvadesetak sekundi kasnije, Timu Gloku iz Tojote, koji jedini nije promenio gume kada je počela da pada kiša, otkazuju gume za suvo, što je omogućilo Hamiltonu da ga pretekne bukvalno u poslednjoj krivini, čime je došao do petog mesta i osvojio titulu, sa jednim bodom više od Mase, 98 naspram 97 (da je Hamilton završio šesti, Masa bi postao šampion zbog više pobeda u sezoni). Titula osvojena u konstruktorskom šampionatu predstavljala je malu utehu za Masu i Ferari.
2009. je prošla loše po Ferari, ali još gore po Masu. Nakon radikalne promene pravila za sezonu 2009. koja su se odnosila na aerodinamiku, italijanski tim se našao iza novih lidera Bron GP-a i Red Bula, kao i do tada glavni rival Meklaren. Masa je vozio dosta solidno i drugu sezonu zaredom nadmašio Raikonena, i nakon devet trka imao 22 boda, naspram Raikonenovih 10. Međutim, na VN Mađarske, Masa je doživeo veliku nesreću u kvalifikacijama, kada ga je pogodio u glavu deo koji je otpao sa bolida Rubensa Baričela, i pogodio ga samo 3 santimetra iznad levog oka, nakon čega se Masa onesvestio, a njegov bolid udario u zaštitnu ogradu. Masa je u besvesnom stanju odmah prevezen u bolnicu u Budimpešti, gde je proveo u komi 48 sati. Srećom, Brazilac se uspešno oporavljao i naredne nedelje izašao iz bolnice. Prognoza lekara nakon Masinog buđenja iz kome je bila da je povreda teška, ali da je povratak trkanju i potpuni oporavak moguć. Sezona je za Masu nažalost ipak bila završena, a u oktobru je podvrgnut nizu neuroloških testova, koji su pokazali da je Masin vid u potpunosti u redu, i da od 2010. može neometano da se vrati trkanju.
Masa je bio spreman za početak nove sezone, 2010, a novi timski kolega mu je bio Španac Fernando Alonso. Na kvalificijama u Bahreinu, prvoj trci sezone, Masa je impresionirao, osvojivši drugo mesto, sa vremenom koje je bilo čak četiri desetinke brže od Alonsovog. Ipak, u trci je Španac odmah na startu uspeo da pretekne Masu, a potom su obojica pretekli Sebastijana Fetela iz Red Bula, do tada lidera trke, nakon što je Nemac krenuo da vozi sporije usled tehničkog problema. Masa je svoju povratničku trku završio na drugom mestu, iza Alonsa, izjavivši da je izuzetno srećan drugim mestom, jer nikada to tada u karijeri nije uspeo da u prvoj trci sezone dođe do podijuma. Na VN Australije, Masa se kvalifikovao iza Alonsa, ali nakon što je španski vozač u prvoj krivini imao incident sa Džensonom Batonom iz Meklarena, Masa je trku završio na trećem mestu, a Alonso četvrtom. Ferarijeva strateška greška u kvalifikacijama, kada su prekasno izveli svoja dva vozača na stazu, u trenutku kada se kiša značajno pojačala, značila je da je Alonso morao da startuje kao 19, a Masa 21. U trci je Masa došao do sedmog mesta, a s obzirom na to da je njegov timski kolega odustao usled kvara na menjaču, Masa je preuzeo vođstvo u šampionatu vozača, sa 39 bodova, dok je Alonso bio drugi sa 37 (sistem bodovanja je od sezone 2010 promenjen u Formuli 1 i bodove je od te sezone osvajalo 10 vozača umesto 8, a pobednik 25 umesto 10, drugoplasirani 18 umesto 8, trećeplasirani 15 umesto 6 itd). Ipak, od VN Kine, usledio je niz loših rezultata za Ferari, Masu i Alonsa. Masa je povremeno uspevao da bude brži od Španca, kao što je to bio slučaj u Monte Karlu i Turskoj, ali je do prelomne tačke u sezoni, a ispostavilo se verovatno i do kraja Masinog boravka u italijanskoj ekipi, došlo na VN Nemačke. Uoči trke, Alonso je imao 98 bodova, a Masa 67, i obojica su bili daleko iza lidera u šampionatu Luisa Hamiltona. U Nemačkoj, Ferariji su se kvalifikovali na 2. i 3. mesto, i obojica su odlično startovali, naročito Masa, koji je iskoristio žestok duel Sebastijana Fetela iz Red Bula, osvajača pol pozicije, i timskog kolege Alonsa, i posle prve krivine se našao na prvom mestu, dok je Alonso bio odmah iza njega. Ferari je u trci bio klasa za sebe, a Masa je vodio sve do 49 kruga, kada je Ferari šifrovanom porukom naredio Masi da propusti Španca, iako su timske odredbe od 2002. u Formuli 1 zabranjene. Masin trkački inženjer Rob Smedli je preko timskog radija saopštio Masi:"Dakle, Fernando je brži od tebe. Možeš li da potvrdiš da si razumeo poruku?". Nakon ovoga, Masa je propustio Alonsa, a Ferari zbog ove odluke žestoko kritikovan i kažnjen od strane FIA-e sa 100.000 evra.. Ispostavilo se da je do kraja sezone Alonso postao vozač broj 1 u Ferariju, pobedivši još tri puta i osvojivši još tri podijuma, a titulu je izgubio u poslednjoj trci. Masa je s druge strane, do kraja sezone kao najbolje rezultate zabeležio dva treća mesta, i sezonu završio sa 144 boda, na šestom mestu u šampionatu vozača, daleko iza Alonsa, koji je završio drugi sa 252 boda, četiri manje od novog šampiona Fetela.
2011. je donela potpunu dominaciju Red Bula i Fetela, koji su pobedili na 12 od 19 trka, dok je Ferari bio sporiji ne samo od njih, već i od Meklarena, koji je pobedio šest puta, dok je jedinu pobedu u sezoni Ferariju doneo Alonso u Britaniji. Ovo je bila prva Masina sezona u Ferariju u kojoj nije uspeo da dođe do podijuma - najbolji rezultati su mu bili šest petih mesta, i još jednom je završio sezonu na šestom mestu, sa 118 bodova, daleko iza Alonsa, koji je imao 258. Masinu sezonu je na neki način obeležio i duel sa Luisom Hamiltonom - na čak pet trka je došlo do kontakta između ova dva vozača, koji su rezultovali brojnim kaznama.
2012. je bila još lošija. Alonso se još jednom bolje snašao u neprevidljivom Ferarijevom bolidu F2012, i nakon osam trka vodio u šampionatu sa 111 bodova, čak 100 više od Mase, koji je u tom trenutku imao samo 11 bodova. Situacija je donekle krenula da se popravlja od VN Britanije, na kojoj je Masa osvojio četvrto mesto, međutim, u leto 2012. počele su da se pojavljuju glasine da će Masa biti zamenjen Serhiom Peresom iz Zaubera ili Nikom Hulkenbergom iz Fors Indije za sezonu 2013, na šta je Masa odgovorio da osim Hamiltona ili Fetela, koji nisu slobodni, ne vidi drugog vozača koji bi mogao da u Ferariju postiže bolje rezultata od njega uz Alonsa. Situacija se za Masu naročito popravila od VN Japana, na kojoj je, posle skoro dve godine, osvojio podijum, odnosno drugo mesto. Do kraja sezone, Masa je uspeo da donekle povrati formu - bio je brži od Alonsa u na VN Koreje, VN SAD i VN Brazila, ali je, s obzirom na to da se Alonso borio za titulu, igrao ulogu vozača broj 2, i prepustio Alonsu podijum u Koreji pred kraj trke, kao i drugo mesto u Brazilu. Ipak, Španac ponovo izgubio titulu u poslednjoj trci u Brazilu, za samo 3 boda, a Masa je na svojoj domaćoj stazi došao do podijuma, odnosno trećeg mesta. Na kraju, Masa je završio na sedmom mestu u šampionatu vozača, sa 122 boda i podijuma, naspram Alonsovih 278 bodova, 3 pobede i još devet podijuma. Solidni rezultati i veliki timski duh koji je Masa pokazao doneli su mu ugovor sa Ferarijem na još godinu dana.
Sezona 2013. bila je poslednja za Masu u Ferariju. Rezultati su na početku sezone bili značajno bolji nego prethodne - Masa je posle pet trka imao 45 bodova i jedno treće mesto, ali je Alonso još jednom bio ispred, sa dve pobede i jednim drugim mestom. Međutim, od VN Španije, Masini rezultati su postajali sve lošiji - iako je u kvalifikacijama uspevao da parira Alonsu bolje nego ikada u njihove četiri zajedničke sezone u Ferariju, konstantno je bio sporiji od Španca u trkama, i na preostalih 14 trka samo jednom uspeo da bude bolje plasiran od Španca. U septembru, Masa je objavio da će posle osam godina u timu napustiti Ferari, a samo dan kasnije je objavljeno da će ga od sezone 2014. zameniti nekadašnji timski kolega Kimi Raikonen.. U novembru 2013, Masa je objavio da će od 2014. voziti za Vilijams. Svoju poslednju trku u Ferariju, na domaćoj stazi u Brazilu, Masa je završio na sedmom mestu. U konačnom plasmanu u šampionatu vozača, Masa je završio na osmom mestu, sa 112 bodova, dok je Alonso još jednom završio na drugom mestu, sa 242 boda.

## Vilijams (2014-2017)
U 2014. je u Formuli 1 došlo do velike promene pravila vezane za motore, a Masin novi tim, Vilijams, je koristio Mercedesove motore, koji su bili klasa za sebe. Međutim, iako je od početka sezone bilo evidentno da Vilijamsov bolid ima veliki potencijal, nekoliko kvarova i maleroznih dešavanja sprečavali su Masu da dođe do dobrog rezultata sve do VN Austrije. Na toj trci, Masa je osvojio pol poziciju i prekinuo Mercedesovu dominaciju od sedam uzastopnih pol pozicija. Ovo je bila prva pol pozicija za Masu još od VN Brazila 2008, a ispostavilo se i jedina koju Mercedes nije osvojio te sezone tokom 19 trkačkih vikenda. Nakon kvalifikacija, Masa je bio javno pohvaljen od svog tima, zatim velikog prijatelja Rubensa Baričela, ali i dugogodišnjeg timskog kolege Fernanda Alonsa, koji je istakao da je Masa "veoma, veoma brz vozač". Ipak, u trci je Masa uspeo da dođe samo do četvrtog mesta, iza dvojice vozača Mercedesa i timskog kolege Botasa. Kako je sezona odmicala, obojica vozača Vilijamsa su beležili sve bolje rezultate, a Masa je došao do trećeg mesta u Italiji, kao i na domaćoj trci u Brazilu. Kruna sezone za Masu je bila poslednja trka sezone u Abu Dabiju - sjajnom strategijom, koristeći supermeke gume u poslednjoj fazi trke, bio je na pragu pobede, ali je "ponestalo" krugova, pa je završio samo dve sekunde iza Luisa Hamiltona u dominantnom Mercedesu. Sezonu je završio sa 134 boda, na sedmom mestu u šampionatu vozača, što je ipak bilo slabije od timskog kolege Botasa, koji je završio na četvrtom mestu, sa 186 bodova. Njegov tim, Vilijams, je završio na trećem mestu u konkurenciji konstruktora, ostvarivši neverovatan napredak - 320 bodova, u odnosu na samo 5 bodova osvojenih u 2013.
Vilijams je ostao treći najbrži tim i u 2015, ali se Masin nekadašnji tim, Ferari, značajno popravio i postao bez konkurencije drugi najbrži tim, pa su prva četiri mesta uglavnom bila rezervisana za dva vozača neprikosnovenog Mercedesa, a onda i dva vozača Ferarija. I Masa i timski kolega Botas su došli do po dva podijuma (četiri treća mesta). Bodovni saldo na kraju sezone bio je slabiji i za tim i za obojicu vozača, uprkos tome što je Vilijams zadržao treće mesto. Tim je osvojio 257 bodova, Botas 136, a Masa 121, osvojivši šesto mesto u šampionatu vozača.
U sezoni 2016 došlo je do značajnih promena snaga u Formuli 1. Mercedes je ostao najdominantniji tim, ali se Red Bul pokazao kao drugi najbrži tim, Ferari kao treći, a svoj napredak je nastavila i Fors Indija, koja je, kao i Vilijams, koristila Mercedesove motore, pa se sezona pokazala značajno slabijom za Vilijams i Masu od prethodne dve. Najbolji Masin rezultat je bio peto mesto na VN Rusije, a sezonu je završio tek na 11. mestu (53 boda), sa 32 boda manje od timskog kolege Botasa, koji je timu doneo jedan podijum, trećim mestom na VN Kanade. Masi je na kraju 2016. isticao trogodišnji ugovor sa Vilijamsom, pa je u septembru 2016, sa 35 godina, objavio svoje povlačenje iz Formule 1 na kraju sezone. Masa je u Brazilu imao emotivni oproštaj pred svojom domaćom publikom, kada je zaplakao, a ispraćen je velikim ovacijama i aplauzom od gledalaca, ali i od strane mehaničara svih timova.
Međutim, ispostavilo se da ovo nije bio kraj karijere za Brazilca. Samo nekoliko dana po završetku sezone, nemački vozač i osvajač titule u 2016, Niko Rozberg, objavio je šokantnu vest da se povlači iz Formule 1, što je otvorilo mesto vozača u najboljem timu Formule 1. Mercedes se odlučio da kao zamenu Rozbergu dovede Masinog dotadašnjeg timskog kolegu Valterija Botasa, pa je Vilijams tražio iskusnog vozača koji bi bio timski kolega mladom i neiskusnom Kanađaninu Lensu Strolu, debitantu u Formuli 1 u sezoni 2017 i odlučio da zamoli Masu da se vrati iz trkačke penzije, pre nego što je ona i počela, što je Masa prihvatio i saopštio u januaru 2017. da će ipak ostati u sportu i u sezoni 2017.
2017. Vilijams je još više izgubio korak za četiri tima iza kojih je bio i 2016. Tim se uglavnom borio za poslednja mesta koja donose bodove, a Masini najbolji rezultati su bila dva šesta mesta. I ovu sezonu je okončao na 11. mestu u konkurenciji vozača, sa 43 boda, tri više od timskog kolege Strola, koji je doneo timu podijum u Azerbejdžanu, u trci na kojoj je Masa u trenutku kada je bio primoran da odustane zbog mehaničkog kvara bio na drugom mestu. Vilijams je odbranio peto mesto, ali sa samo 83 osvojena boda i velikim zaostatkom od 104 boda za četvrtoplasiranom Fors Indijom. Dve trke pre kraja sezone, Masa je još jednom objavio svoje povlačenje iz sporta na kraju sezone, ovoga puta za stalno, dok je Kler Vilijams, vršilac dužnosti šefa tima, izrazila zahvalnost Masi što je pristao da se vrati na jednu sezonu i pomogne timu u tranzicionom periodu. Na poslednjoj trci u karijeri, VN Abu Dabija 2017, Masa je osvojio deseto mesto i svoj poslednji bod, a karijeru je okončao sa 11 pobeda, 16 pol pozicija, 15 najbržih krugova i 41 podijumom.

## Spoljašnje veze
- Званични веб-сајт
- Statistike na sajtu